# Jamamadí
El madí o jamamadí així com Kapaná o Kanamanti (Canamanti) és una llengua araqwana parlada per 250 jamamadis a l'estat de l'Amazones (Brasil) el 2014. Té com a varietats el banawá i el jarawara.
La llengua té una estructura de clàusules activa-estativa amb un ordre de paraules agent-objecte-verb o objecte-agent-verb, depenent de si l'agent o l'objecte és el tema de discussió (sembla que AOV és el predeterminat).

## Dialectes
El madí (que significa simplement "gent") té tres dialectes, que corresponen a tres grups tribals diferents. Les diferències dialectals són una part important de l’autoidentificació tribal i, tot i que els tres dialectes són intel·ligibles mútuament, els parlants madí es refereixen a ells com a llengües diferents. Els dialectes i les tribus que representen són els següents:
1. Jamamadí, parlat per 250 persones al nord-oest. Com a dialecte més parlat, el "jamamadí" de vegades s'utilitza per referir-se a tota la població de parla madí per part dels forasters i els veïns paumaris. El terme, utilitzat pels mateixos Jamamadí, és un compost de jama "bosc" i madi "gent". Aquesta tribu es confon ocasionalment amb uns altres "Jamamadí" autoidentificat que viu més amunt del riu Purus, que de fet parla un dialecte del culina. Els jarawara utilitzen la paraula wahati i els banawá wati per referir-se als jamamadí, ambdós possiblement signifiquen "fetge".
2. Jarawara, parlat per unes 170 persones a set pobles del sud. Aquest terme, que originalment només s'utilitzava per persones de fora, però que avui s'utilitza en autoreferència quan es parla amb persones que no són madí, és un compost de lingua geral jara, "persona blanca" i wara "menjar". Els jarawara es refereixen a si mateixos com Ee jokana, "nosaltres la gent autèntica". Els banawá es refereixen a ells com "jarawa-mee"; els jamamadí els diuen amara, "palmera".
3. Banawá, parlat per unes 120 persones al nord-est. Aquest terme és simplement el nomportuguès brasiler del riu on viu ara la tribu; ells mateixos es refereixen al riu com Kitia, i la tribu com Kitia-ka-mee, "els que pertanyen al Kitia". Ela banawá va migrar recentment cap a la zona del riu, cap al 1950; abans d'això se'ls coneixia com a "Munia". Tant els jarawara com els jamamadí es refereixen als banawá com a "bato-jafi".

Aquests tres dialectes comparteixen el 95% del seu vocabulari i les seves gramàtiques són gairebé idèntiques. Dixon caracteritza jarawara i banawá com una mica més propers que jamamadí, semblant a les varietats angleses estàndard britàniques, australianes i americanes. Les tres tribus tenen relativament poca interacció a llarg termini entre elles; les relacions personals properes, els esdeveniments socials i els matrimonis generalment només es produeixen en una tribu determinada. Com a resultat, no hi ha un dialecte de prestigi particular del madí i, de fet, tots els termes natius d'altres dialectes descrits anteriorment són lleugerament despectius.

## Fonologia
Les tables presenten els fonemes del jamamadí.

### Vocals
|         | Anterior | Central | Posterior |
| ------- | -------- | ------- | --------- |
| Tancada | i i      |         |           |
| Mitjana | e e      |         | o o       |
| Oberta  |          | a a     |           |

### Consonants
|           |           | Bilabial | Dental | Palatal | Velar | Glotal |
| --------- | --------- | -------- | ------ | ------- | ----- | ------ |
| Oclusiva  | Sorda     |          | t t    |         | k k   |        |
| Oclusiva  | Sorda     | b b      | d d    | j ɟ     |       |        |
| Fricativa | Fricativa | f ɸ      | s s    |         |       | h h    |
| Nasal     | Nasal     | m m      | n n    |         |       |        |
| Líquida   | Líquida   |          | r r    |         |       |        |
| Semivocal | Semivocal | w w      |        |         |       |        |